# 昌平站 (铁路)
昌平站是京包铁路（原京张铁路）、京通铁路及京包客运专线京张段上的一座火车站，位于北京市昌平区马池口地区下念头村昌流路。昌平站于1909年10月通车，原本未设站，后为提升运力于1915年建站。2016年11月1日，为配合京张城际铁路施工暂停客运业务。2019年12月30日重新开办客运业务。
由于京包客专京张段施工占用京包铁路正线线位，昌平站成为了京包铁路、京通铁路的实际起点，但为避免引起后续车站里程变更，本站里程均不为零；原京包铁路复线（沙河-昌平区间第三线）被并入东北环线，昌平也因此成为东北环线终点。

## 专用线
昌平站内原有到发线7股及货线两股,另有18条支线通往厂库区。包括：通往原铁道部昌平机车车辆工厂专用线2条；通往原北京铁路局构件厂专用线3条；通往原首都钢铁公司红冶弹簧厂专用线4条；通往国家储备局仓库专用线2条和粮库专用线2条等。另1958年昌平站曾修建途径昌平城区至龙凤山砂石厂运输砂石专用铁路支线长7.2公里，于1981年停用，1993年、1994年分两次拆除。

## 改造

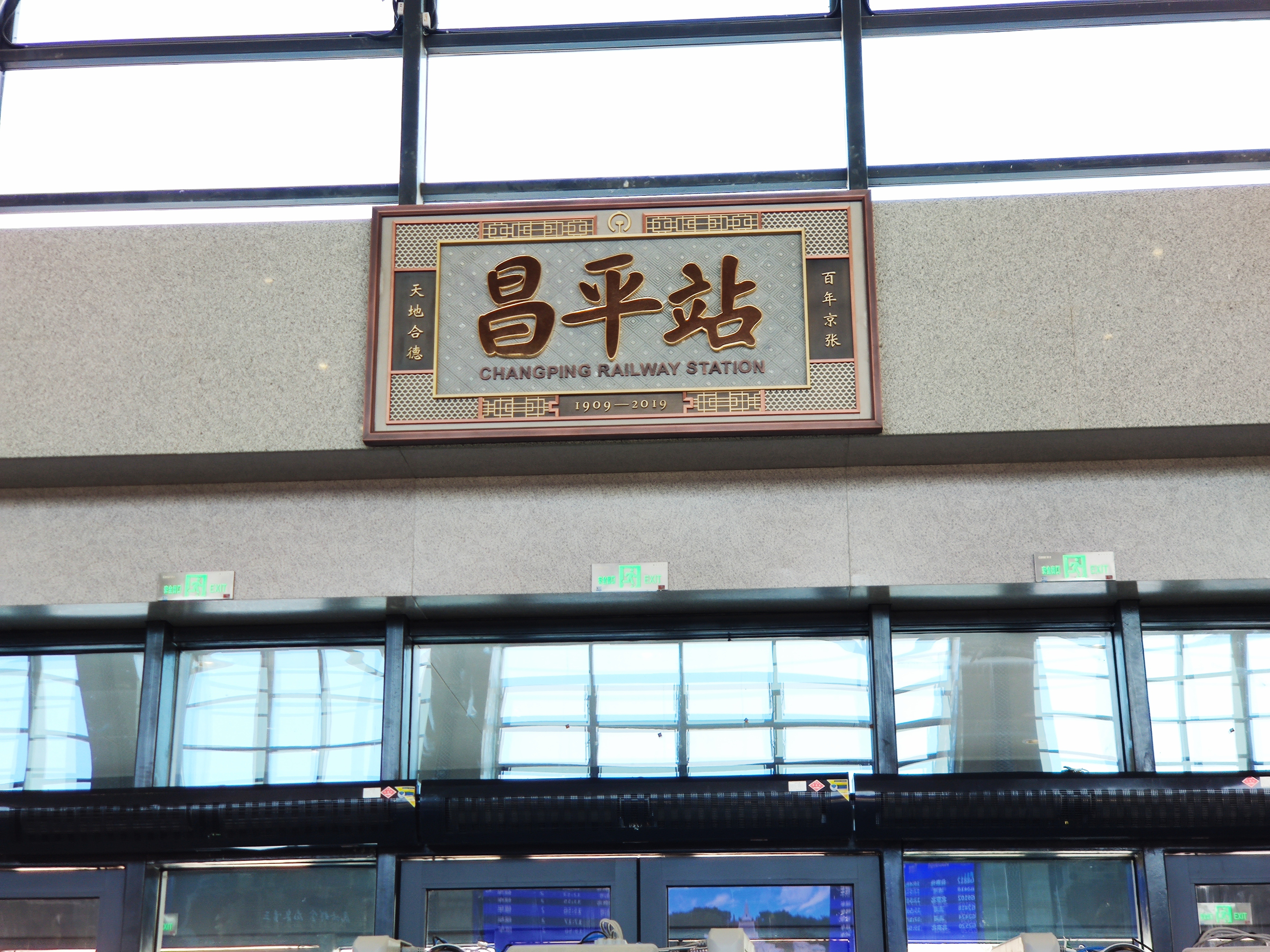
改建后昌平站的站名牌匾

昌平站将是京张城际铁路上的第4站，于2016年11月1日起停止客运业务进行改造，2019年5月15日全站线路及设备开通。改造后的昌平站普速铁路与高速铁路共存，客运业务和货运业务混合。站房设计单位是铁五院，站前及站房施工单位是中铁六局。预计改造完成后昌平站设岛式中间站台2座及到发线8条。
新建站房于2018年7月开工，总建筑面积4995.91平方米，布置在车站东侧，并设置10m宽旅客地道连通站房及站台。新建站房的设计理念为“古韵雄关”，使用了对称结构、传统屋顶及砖墙表现设计基调；另外站房外形上就像一个汉字“平”字，意为“盛世太平”，引申为中正、平和、安定的天人合一的境界。
在1994年修建水泥厂专用线时遗存的，始建于1915年的昌平站老站房后身由于被认定为文物，在改造过程中得以保留。
- 重开初始时期的站前广场
- 昌平站老站房